# TNFRSF18
Il recettore del fattore di necrosi tumorale 18, noto anche come recettore della famiglia TNFR attivazione-inducibile (AITR) e proteina indotta dai glucocorticoidi correlata al TNFR (GITR) è una proteina recettoriale che, nell'essere umano, è codificata dal gene TNFRSF18 e fa parte della superfamiglia dei recettori del fattore di necrosi tumorale.

## Funzione
Tale recettore è espresso soprattutto a livello dei linfociti T attivati e si ritiene giochi un ruolo chiave nella tolleranza immunologica mediata da linfociti T regolatori CD25+/CD4+. Alcuni studi suggeriscano che possa essere coinvolto anche nella regolazione dell'attivazione dei linfociti T mediata da CD3 e nella morte cellulare programmata. Ne sono state descritte tre isoforme.

### AITR
Agisce come importante co-stimolatore nella patogenesi delle malattie autoimmuni ma, ciononostante, il suo ruolo nella reazione autoimmune secondaria a ernia del disco non è ancora stata ben studiata.

### GITR
Agisce come recettore di membrana inibendo l'attività soppressiva dei linfociti T regolatori e aumentando la sopravvivenza dei linfociti T effettori. Inizialmente si pensava che fossero presenti solo nella prima categoria di linfociti e che potessere essere utilizzati come marker specifici, tuttavia, studi successivi hanno dimostrato che possono essere rilevati in tutte le cellule T attivate. Nel ratto può essere sovraespresso in seguito al legame sia con i glucocorticoidi, sia con i linfociti T; nell'uomo, invece, solo la seconda modalità è stata dimostrata.